# Блатна Брезовиця
Блатна Брезовиця (словен. Blatna Brezovica) — поселення в общині Врхника, Осреднєсловенський регіон, Словенія. 
Висота над рівнем моря: 325,3 м.